# Brendan Fraser
Brendan James Fraser (Indianápolis, 3 de diciembre de 1968) es un actor canadoestadounidense ganador del premio Oscar en 2023 por su rol de Charlie en la cinta La ballena de Darren Aronofsky. Fraser es reconocido principalmente por sus interpretaciones en películas como Dioses y monstruos, George of the Jungle, la trilogía de La momia, The Mummy Returns  y La momia: la tumba del emperador Dragón; The Quiet American, Crash, Al diablo con el diablo, Viaje al centro de la Tierra y La ballena.

## Biografía
Fraser nació el 3 de diciembre de 1968 en Indianápolis. Es hijo de dos canadienses, Carol Fraser, consultora de ventas y Peter Fraser, periodista que trabajó como oficial de servicio extranjero para la Oficina Gubernamental de Turismo,[cita requerida] por lo que tiene la ciudadanía de ese país. Durante su infancia vivió en distintos países, entre ellos Suiza, Países Bajos y Canadá, debido a los traslados que su familia realizaba frecuentemente. Tiene tres hermanos mayores, Kevin, Regan y Sean. Es de ascendencia irlandesa, escocesa, alemana, checa y francocanadiense. De pequeño, de visita en Londres con su familia, asistió a obras de teatro y musicales en el West End.
Asistió al Upper Canada College, en Toronto, y también al Cornish College of the Arts de Seattle, de donde se graduó en 1990. 
La familia de Fraser se mudó a menudo durante su infancia, viviendo en Eureka, California; Seattle, Washington; Ottawa, Ontario; los Países Bajos y Suiza. Asistió a Upper Canada College, un internado privado en Toronto. Mientras estaba de vacaciones en Londres, asistió a su primer espectáculo de teatro profesional en el West End.
Inicialmente, planeaba ir a la universidad en Texas, pero se detuvo en Hollywood y decidió quedarse en Los Ángeles para buscar trabajo en la industria cinematográfica. Fraser es fotógrafo aficionado y ha usado sus fotografías en alguno de sus trabajos como actor.
Fraser conoció a la actriz Afton Smith mientras asistía a una barbacoa en la casa de Winona Ryder el 4 de julio de 1993. Se casaron el 27 de septiembre de 1998 en el Bel Air Hotel de Los Ángeles. El matrimonio tuvo tres hijos: Griffin (2002), Holden (2004) y Leland (2006). Se separaron el 17 de abril de 2007, después de que su casa en Beverly Hills, California, se vendió en abril de 2007 por $ 3 millones. A principios de 2013, Fraser solicitó a los tribunales una reducción de sus pagos de pensión alimenticia y manutención de los hijos, afirmando que no podía cumplir con la obligación anual de 900 000 dólares; Smith, a su vez, acusó a Fraser de ocultar activos financieros. A partir de febrero de 2018, Fraser vive cerca de Bedford, Nueva York.
Fraser habla francés con fluidez y es miembro de la junta directiva de FilmAid International. Es un fotógrafo aficionado consumado y ha utilizado varias cámaras instantáneas en películas y programas de televisión, especialmente en sus papeles de invitado en Scrubs. En su primera aparición, usó una película de paquete Polaroid, y en su segunda aparición, usó un Holga con una espalda Polaroid, un modelo solo japonés. El libro Guía del coleccionista de cámaras instantáneas tiene una dedicación a Fraser.
Las acrobacias que Fraser realizó en sus roles de acción finalmente le obligaron a someterse a varias cirugías durante un período de siete años, incluido un reemplazo parcial de rodilla, una laminectomía y cirugía de cuerdas vocales.
Fraser alegó en 2018 que fue agredido sexualmente por Philip Berk, presidente de la Asociación de Prensa Extranjera de Hollywood, en un almuerzo en el verano de 2003. El incidente, su posterior divorcio y la muerte de su madre llevaron a Fraser a una depresión. Eso, combinado con sus problemas de salud y una reacción violenta dentro de la industria por hablar en contra de Berk, cree que hizo que su carrera decayera.

## Carrera
Su primer trabajo en cine fue un pequeño papel en Dogfight, protagonizada por River Phoenix y estrenada en 1991. En 1992 encabezó el reparto de School Ties, junto a Matt Damon, Ben Affleck y Chris O'Donnell. En 1994, protagonizó dos comedias: With Honors, junto a Joe Pesci, Airheads, con Steve Buscemi y Adam Sandler y The Scouts junto a Albert Brooks, dirigida por Michael Ritchie. Tras breves apariciones o cameos en algunas producciones cinematográficas, en 1997 se estrenó George of the Jungle, dirigida por Audrey Wells. La película sumó 174 millones de dólares en todo el mundo. Houston Chronicle publicó que "Fraser es lo que hace que esto realmente funcione".
Al año siguiente, participó en el drama Gods and Monsters, junto a Ian McKellen. La película recibió buenos comentarios. En 1999, coprotagonizó con Alicia Silverstone la comedia romántica Blast from the Past, dirigida por Hugh Wilson. En 1999 se estrenó la cinta de aventuras La momia, coprotagonizada por Rachel Weisz y dirigida por Stephen Sommers, en la que interpreta al legionario Rick O'Connell. La película acumuló 416 millones de dólares internacionalmente. Ese mismo año protagonizó con Sarah Jessica Parker Dudley Do-Right, también dirigida por Wilson. Con un presupuesto estimado de 70 millones de dólares, solo consiguió sumar nueve millones en Estados Unidos, y no recibió críticas favorables.

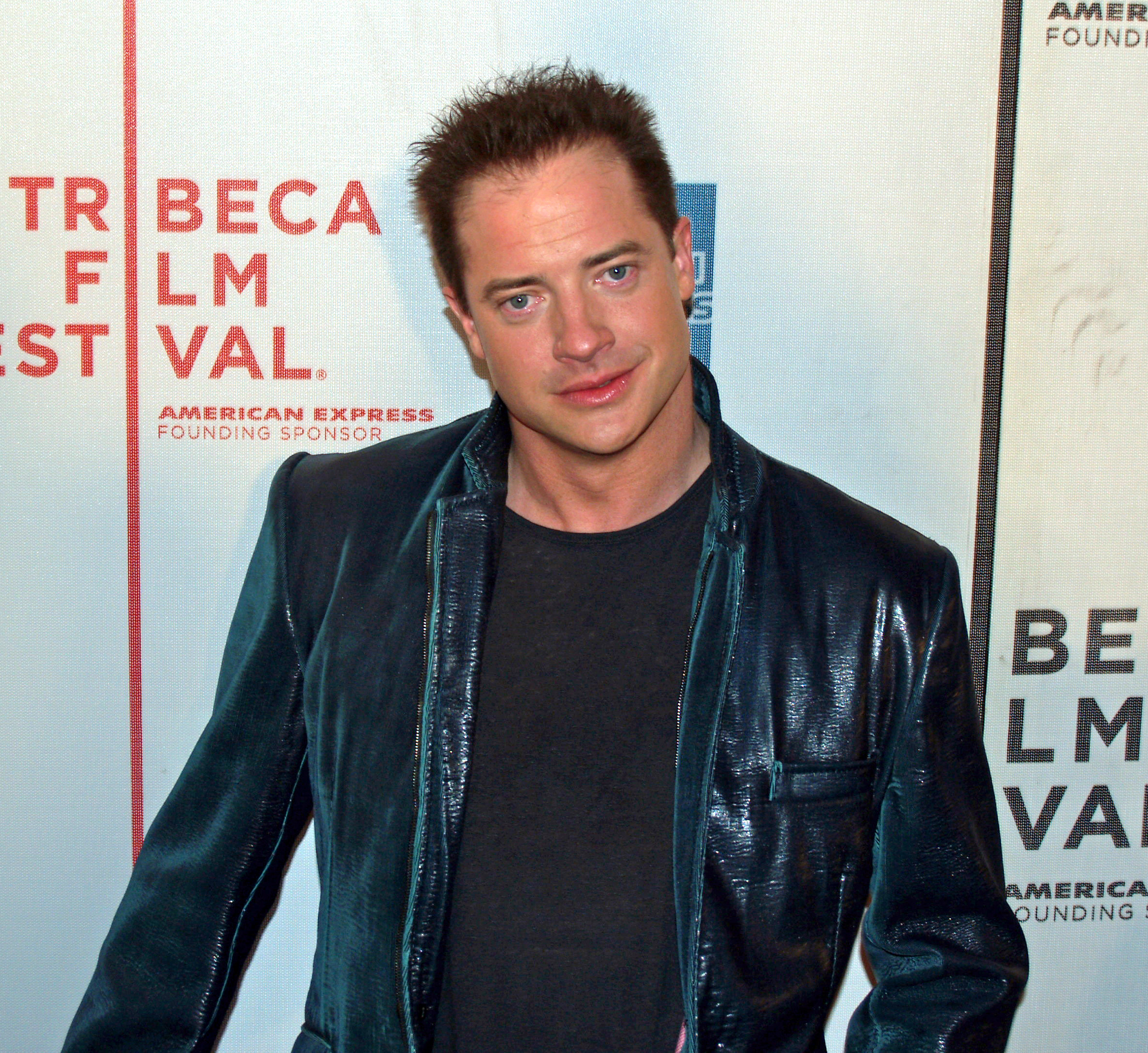
Fraser en 2009

A principios de la década de 2000, participó con Elizabeth Hurley en la comedia Al diablo con el diablo, remake de Bedazzled, película británica de 1967. En ella interpreta a un hombre poco exitoso que vende su alma al diablo. En el año 2000 prestó su voz en la cinta animada Sinbad: Beyond the Veil of Mists. En 2001 retomó el papel de Rick O'Connell en la segunda parte de La momia, The Mummy Returns. La película, que recaudó 433 millones de dólares a nivel global, se convirtió en la producción más taquillera de su filmografía.
En 2002 interpretó a Alden Pyle en The Quiet American, junto a Michael Caine, dirigida por Phillip Noyce y basada en la novela de Graham Greene. Roger Ebert escribió que había "maravillosas interpretaciones (por parte de Caine y Fraser) en la película". También en 2002 se estrenó Looney Tunes: De nuevo en acción, proyecto que combina animación e imagen real. En 2004 participó en el drama coral Crash en el que interpretaba al fiscal del distrito de Los Ángeles. Obtuvo el Premio del Sindicato de Actores al mejor reparto, premio que compartió con Matt Dillon, Don Cheadle, Sandra Bullock y Ryan Phillippe, entre otros. Hollywood Reporter señaló que los espectadores tenían que disfrutar de las "excelentes interpretaciones de un reparto realmente comprometido con la causa". Crash fue la ganadora del Óscar a la mejor película, al mejor montaje y al mejor guion original.
En 2007, Fraser participó en el drama The Air I Breathe, junto a Kevin Bacon, Sarah Michelle Gellar y Andy García. La película no recibió buenas críticas. En 2008 protagonizó dos superproducciones: Viaje al centro de la Tierra, en la que también intervino como productor, y La momia: la tumba del emperador Dragón, junto a Jet Li y Maria Bello en reemplazo de Rachel Weisz en el personaje de Eve Carnahan. La película no fue bien recibida por la prensa especializada, pero recaudó 401 millones de dólares en todo el mundo.

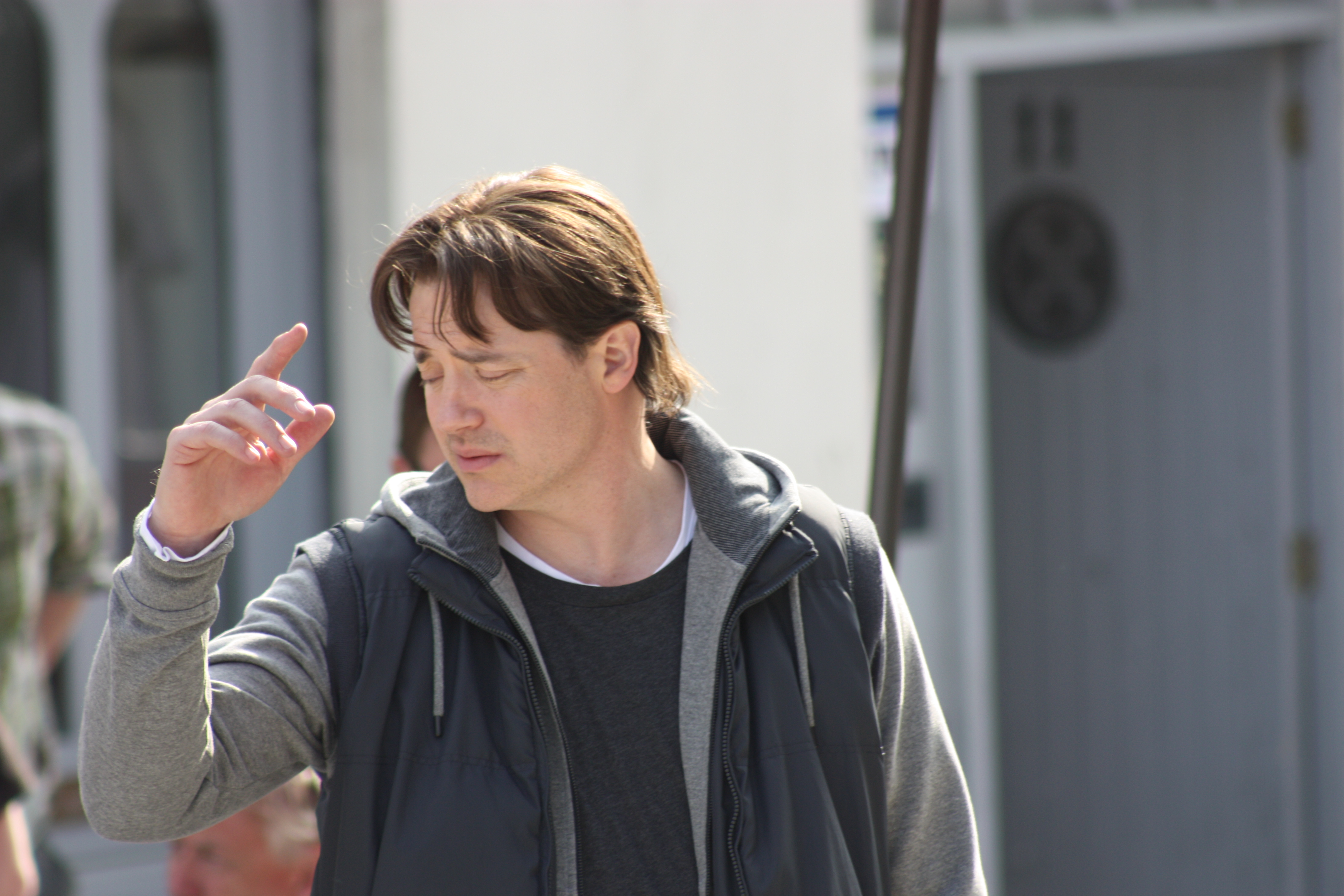
Fraser en 2011

En 2008, interpretó a Mortimer Folchart en Inkheart, basada en la novela homónima de Cornelia Funke y dirigida por Ian Softley. En 2009 hizo un cameo como el sargento Stone en G.I. Joe: The Rise of Cobra, de Stepen Sommers. En 2010 protagonizó con Harrison Ford el drama médico Extraordinary Measures. Entertainment Weekly publicó que "Fraser trabaja muy duro para dar vida a un padre devoto, es realmente difícil no poder arraigarse en él".  El 30 de abril del mismo año se estrenó la comedia dirigida por Roger Kumble, Furry Vengeance, en la que interpreta a un agente inmobiliario. No recibió el apoyo de público y crítica.
En 2022 se estrenó la película La ballena, en la que Fraser interpreta a un profesor de lengua inglesa, un tipo solitario que sufre obesidad mórbida; por la cual ha sido aclamado por la crítica y el público. Esta actuación le valió el reconocimiento como Mejor Actor en la gala de los Premios del Sindicato de Actores, mientras que en la entrega de los Premios Oscar, ganó en la categoría de Mejor Actor.

## Filmografía

### Cine
| Año  | Título                                  | Papel                                     | Notas |
| ---- | --------------------------------------- | ----------------------------------------- | --- |
| 1991 | Dogfight                                | Marinero N° 1                             | |
| 1992 | El hombre de California                 | Link                                      | Nominado – Asociación de Críticos de Cine de Chicago al actor más prometedor |
| 1992 | School Ties                             | David Greene                              | Nominado – Asociación de Críticos de Cine de Chicago al actor más prometedor |
| 1993 | Twenty Bucks                            | Sam Mastrewski                            | |
| 1993 | Younger and Younger                     | Winston Younger                           | |
| 1993 | Son In Law                              | Link                                      | Cameo |
| 1994 | With Honors                             | Montgomery 'Monty' Kessler                | |
| 1994 | Airheads                                | Chester 'Chazz' Darby                     | |
| 1994 | In the Army Now                         | Link                                      | Cameo |
| 1994 | The Scout                               | Steve Nebraska                            | |
| 1995 | The Passion of Darkly Noon              | Darkly Noon                               | |
| 1995 | Now and Then                            | Vietnam Veteran                           | Sin acreditar |
| 1996 | Brain Candy                             | Placebo Patient                           | Sin acreditar |
| 1996 | Mrs. Winterbourne                       | Bill/Hugh Winterbourne                    | |
| 1996 | Glory Daze                              | Doug                                      | Cameo |
| 1997 | George of the Jungle                    | George                                    | Nominado – Blockbuster Entertainment Award al actor favorito - Acción |
| 1997 | Still Breathing                         | Fletcher McBracken                        | Ganador – Seattle International Film Festival Award al mejor actor |
| 1997 | The Twilight of the Golds               | David Gold                                | |
| 1998 | Dioses y monstruos                      | Clayton Boone                             | Nominado – Chlotrudis Awards al mejor actor de reparto |
| 1999 | Blast from the Past                     | Adam Webber                               | |
| 1999 | La momia                                | Rick O'Connell                            | Nominado – Saturn al mejor actor Nominado – Blockbuster Entertainment Award al actor favorito - Acción |
| 1999 | Dudley Do-Right                         | Dudley Do-Right                           | |
| 2000 | Sinbad: Beyond the Veil of Mists        | Sinbad                                    | Voz |
| 2000 | Al diablo con el diablo                 | Elliot Richards/Jefe/Mary/Abraham Lincoln | |
| 2001 | Monkeybone                              | Stu Miley                                 | |
| 2001 | El regreso de la momia                  | Richard "Rick" O'Connell                  | Nominado – Kids' Choice Award al actor de película favorito Nominado – Teen Choice Awards al mejor actor en película de comedia |
| 2002 | The Quiet American                      | Alden Pyle                                | |
| 2003 | Dickie Roberts: Former Child Star       | Él mismo                                  | Sin acreditar |
| 2003 | Looney Tunes: Back in Action            | DJ Drake                                  | También voz de Taz |
| 2005 | Crash                                   | Rick Cabot                                | Ganador – SAG al mejor reparto Nominado– Gotham Award al mejor reparto Ganador – Festival de Cine de Hollywood al mejor reparto del año |
| 2006 | The Last Time                           | Jamie                                     | Productor ejecutivo |
| 2006 | Big Bug Man                             | Howard Kind / Big Bug Man                 | Voz Película nunca estrenada |
| 2007 | The Air I Breathe                       | Pleasure                                  | |
| 2007 | Journey to the End of the Night         | Paul                                      | |
| 2008 | Viaje al centro de la Tierra            | Prof. Trevor Anderson                     | Productor ejecutivo |
| 2008 | La momia: La tumba del Emperador Dragón | Richard "Rick" O'Connell                  | Nominado – National Movie Awards al mejor actor masculino |
| 2009 | Inkheart                                | Mortimer Folchart                         | |
| 2009 | G.I. Joe: The Rise of Cobra             | Sgt. Stone                                | Cameo |
| 2010 | Extraordinary Measures                  | John Crowley                              | |
| 2010 | Furry Vengeance                         | Dan Sanders                               | Productor ejecutivo |
| 2012 | Escape from Planet Earth                | Scorch Supernova                          | Voz |
| 2013 | Pawn Shop Chronicles                    | Ricky Baldoski                            | |
| 2013 | Breakout                                | Jack Damson                               | Productor |
| 2013 | Stand Off                               | Joe Maguire                               | Productor ejecutivo |
| 2013 | A Case of You                           | Tony                                      | |
| 2014 | The Nut Job                             | Grayson                                   | Voz |
| 2014 | HairBrained                             | Leo Searly                                | |
| 2014 | Gimme Shelter                           | Tom Fitzpatrick                           | |
| 2019 | The Poison Rose                         | Miles Mitchell                            | |
| 2019 | Line of Descent                         | Charlie 'Charu' Jolpin                    | |
| 2020 | The Secret of Karma                     | Animus/Ronay                              | Originalmente titulado Behind the Curtain of Night |
| 2021 | Sin movimientos bruscos                 | Doug Jones                                | |
| 2022 | Batgirl                                 | Ted Carson / Firefly                      | Película nunca estrenada |
| 2022 | The Whale                               | Charlie                                   | Ganador – Premio Óscar al mejor actor Nominado – Globo de Oro al mejor actor dramático Ganador – Premio del Sindicato de Actores a mejor actor Nominado – BAFTA al mejor actor Ganador – Premio de la Crítica Cinematográfica a mejor actor Ganador – Premios Satellite al mejor actor dramático |
| 2023 | Los asesinos de la luna                 | WS Hamilton                               | |
| 2024 | Brothers                                | Farful                                    | |
| 2025 | Rental Family                           |                                           | Posproducción |
| 2025 | Pressure                                | Dwight D. Eisenhower                      | |

### Televisión
| Año           | Título                            | Personaje                                          | Notas                           |
| ------------- | --------------------------------- | -------------------------------------------------- | ------------------------------- |
| 1991          | My Old School                     | Chevy                                              | Cortometraje                    |
| 1991          | Child of Darkness, Child of Light | John's friend                                      | Película de televisión          |
| 1991          | Guilty Until Proven Innocent      | Bobby McLaughlin                                   | Película de televisión          |
| 1995          | Fallen Angels                     | Johnny Lamb                                        | Episode: "The Professional Man" |
| 1997          | Duckman                           | Sammons Cagle (voz)                                | Episodio: "Dammit, Hollywood"   |
| 1998          | Los Simpson                       | Brad (voz)                                         | Episodio: "King of the Hill"    |
| 2000, 2015    | King of the Hill                  | David Kalaiki-Ali/Irv Bennet/Jimmy Beardon (voces) | 2 Episodios                     |
| 2002, 2004    | Scrubs                            | Ben Sullivan                                       | 3 Episodios                     |
| 2009          | Los padrinos mágicos, Wishology   | Turbo Thunder (voz)                                | Película de televisión          |
| 2009          | Inkheart                          | Mortimer "Mo" Folchart                             | Película de televisión          |
| 2015          | Texas Rising                      | Billy Anderson                                     | 5 episodios                     |
| 2016-2017     | The Affair                        | John Gunther                                       | 6 episodios                     |
| 2017          | Nightcap                          | Él mismo                                           | Episodio: "Poop Show"           |
| 2018          | Trust                             | James Fletcher Chase                               | 8 episodios                     |
| 2018          | Condor                            | Nathan Fowler                                      | 6 episodios                     |
| 2018          | Titans                            | Robotman (voz)                                     | Episodio: "Doom Patrol"         |
| 2019-2023     | Doom Patrol                       | Robotman (voz)/Cliff Steele                        | 46 episodios                    |
| 2019-presente | Professionals                     | Peter Swann                                        | 10 episodios                    |

## Premios y nominaciones

### Óscar
| Año  | Categoría   | Película  | Resultado |
| ---- | ----------- | --------- | --------- |
| 2022 | Mejor actor | The Whale | Ganador   |

### Globos de Oro
| Año  | Categoría           | Película  | Resultado |
| ---- | ------------------- | --------- | --------- |
| 2022 | Mejor actor - Drama | The Whale | Nominado  |

### BAFTA
| Año  | Categoría   | Película  | Resultado |
| ---- | ----------- | --------- | --------- |
| 2022 | Mejor actor | The Whale | Nominado  |

### Sindicato de Actores
| Año  | Categoría     | Película  | Resultado |
| ---- | ------------- | --------- | --------- |
| 2004 | Mejor reparto | Crash     | Ganador   |
| 2022 | Mejor actor   | The Whale | Ganador   |

### Crítica Cinematográfica
| Año  | Categoría     | Película  | Resultado |
| ---- | ------------- | --------- | --------- |
| 2004 | Mejor reparto | Crash     | Nominado  |
| 2022 | Mejor actor   | The Whale | Ganador   |

### Satellite
| Año  | Categoría           | Película  | Resultado |
| ---- | ------------------- | --------- | --------- |
| 2022 | Mejor actor - Drama | The Whale | Ganador   |

### Otros Premios
| Año  | Premio                                    | Categoría                                         | Trabajo nominado                      | Resultado |
| ---- | ----------------------------------------- | ------------------------------------------------- | ------------------------------------- | --------- |
| 1993 | Asociación de Críticos de Cine de Chicago | Actor más Prometedor                              | Encino Man y School Ties              | Nominado  |
| 1997 | Seattle International Film Festival Award | Mejor Actor                                       | Still Breathing                       | Ganador   |
| 1998 | Blockbuster Entertainment Award           | Favorite Actor - Family                           | George of the Jungle                  | Nominado  |
| 1999 | Premios Chlotrudis                        | Mejor actor de reparto                            | Dioses y monstruos                    | Nominado  |
| 2000 | Blockbuster Entertainment Awards          | Favorite Actor – Action                           | The Mummy                             | Nominado  |
| 2000 | Premios Saturn                            | Mejor Actor                                       | The Mummy                             | Nominado  |
| 2001 | Premios Teen Choice Awards                | Choice Movie: Action Actor                        | The Mummy Returns                     | Nominado  |
| 2002 | Kids' Choice Award                        | Actor de película Favorito                        | The Mummy Returns                     | Nominado  |
| 2002 | Online Film & Television Association      | Best Guest Actor in a Comedy Series               | Scrubs                                | Nominado  |
| 2004 | Online Film & Television Association      | Best Guest Actor in a Comedy Series               | Scrubs                                | Ganador   |
| 2005 | Awards Circuit Community Awards           | Mejor Reparto                                     | Crash                                 | Ganador   |
| 2005 | Gotham Award                              | Mejor Reparto                                     | Crash                                 | Nominado  |
| 2005 | Festival de Cine de Hollywood             | Mejor Reparto del Año                             | Crash                                 | Ganador   |
| 2006 | Broadcast Film Critics Association Awards | Mejor Conjunto de Actuación                       | Crash                                 | Ganador   |
| 2006 | Gold Derby Awards                         | Mejor Reparto                                     | Crash                                 | Ganador   |
| 2006 | Premios del Sindicato de Actores          | Mejor Reparto                                     | Crash                                 | Ganador   |
| 2008 | National Film Awards UK                   | Best Performance - Male                           | The Mummy: Tomb of the Dragon Emperor | Nominado  |
| 2008 | ShoWest Convention, USA                   | Distinguished Decade of Achievement in Film Award | N/A                                   | Ganador   |
| 2009 | IGN Summer Movie Awards                   | Favorite Cameo                                    | G.I. Joe: The Rise of Cobra           | Nominado  |
| 2022 | Critics' Choice Super Awards              | Best Actor in a Superhero Series                  | Doom Patrol                           | Nominado  |
| 2022 | TIFF Tribute Awards                       | Performance                                       | The Whale                             | Ganador   |